# Gabriel Tacchino
Gabriel Tacchino (Cannes, 4 agosto 1934 – Cagnes-sur-Mer, 29 gennaio 2023) è stato un pianista francese.
Registrò esibizioni di musica di Poulenc (suo maestro), Saint-Saëns, Prokof'ev, Mozart, Chopin, Franck, Grieg, Debussy, Satie, Ravel, Gershwin, Addinsell e altri, per varie etichette discografiche.

## Biografia
Di famiglia italiana, si diplomò in pianoforte al conservatorio di Parigi. Fu l'unico allievo di Francis Poulenc.
Nel 1953 vinse il Concorso internazionale di musica Viotti.
Herbert von Karajan svolse un ruolo determinante nella carriera di Tacchino, ingaggiandolo a suonare con varie orchestre europee tra cui la Filarmonica di Berlino.
Nel 1962 Tacchino si esibì per la prima volta negli Stati Uniti con Erich Leinsdorf e la Boston Symphony Orchestra.
Suonò poi al fianco di celebri direttori d'orchestra come Pierre Monteux, André Cluytens, Jascha Horenstein, Riccardo Muti e Kent Nagano. Altre orchestre con cui si esibì furono la London Symphony Orchestra, la Philharmonia Orchestra, l'Orchestre de la Suisse Romande, l'English Chamber Orchestra, l'Orchestre de Paris, l'Orchestre National de France, la Montreal Symphony Orchestra. Tacchino fu anche pianista solista e tenne corsi di perfezionamento. Inoltre si esibì nell'ambito della musica da camera venendo diretto da Isaac Stern, Jean-Pierre Rampal, Pierre Amoyal, Maxence Larrieu e altri.
Dopo aver insegnato al Conservatorio di Parigi dal 1975 al 1994, fu docente all'Università di Belle Arti e Musica (Geidai) di Tokyo, all'Università Mozarteum di Salisburgo e alla Schola Cantorum di Parigi.
Tacchino è morto nel 2023, quasi novantenne. Era cittadino onorario di Castelletto d'Orba.